# Estádio Municipal 22 de Junho
Das Estádio Municipal 22 de Junho (deutsch Städtisches Stadion des 22. Juni) ist ein Fußballstadion in der portugiesischen Stadt Vila Nova de Famalicão im  Distrikt Braga. Es wurde unter dem Namen Campo dos Bargos errichtet und am 21. September 1952 eingeweiht. Das Stadion ist Heimstätte des FC Famalicão, der seit dem Aufstieg 2019 in der Primeira Liga, der obersten Liga Portugals, spielt. Es hat ein Fassungsvermögen von 5.186 Zuschauern. Die Eigentümer ist die Câmara Municipal.

## Geschichte
Das Stadion wurde am 21. September 1952 mit einem Turnier des FC Famalicão mit dem FC Porto, Boavista Porto und dem Lokalrivalen Sporting Braga eröffnet. Anfänglich bestand es aus einer Rasenfläche und ebenerdigen Zuschauerrängen. 1977 wurden an den beiden Längsseiten Tribünen errichtet und das Spielfeld teilweise mit einer Betonmauer umrahmt.

## Galerie

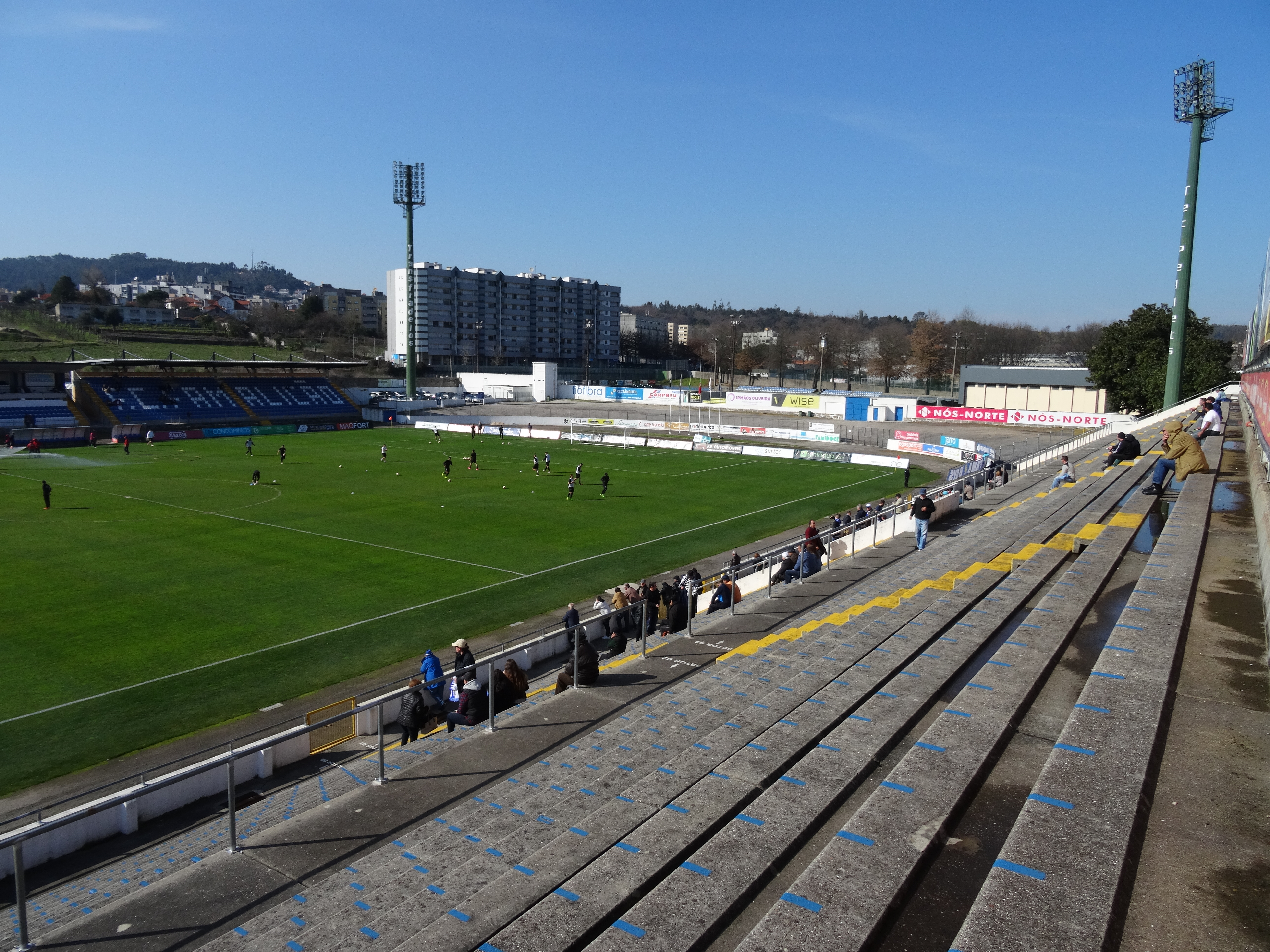
Blick von der Gegentribüne
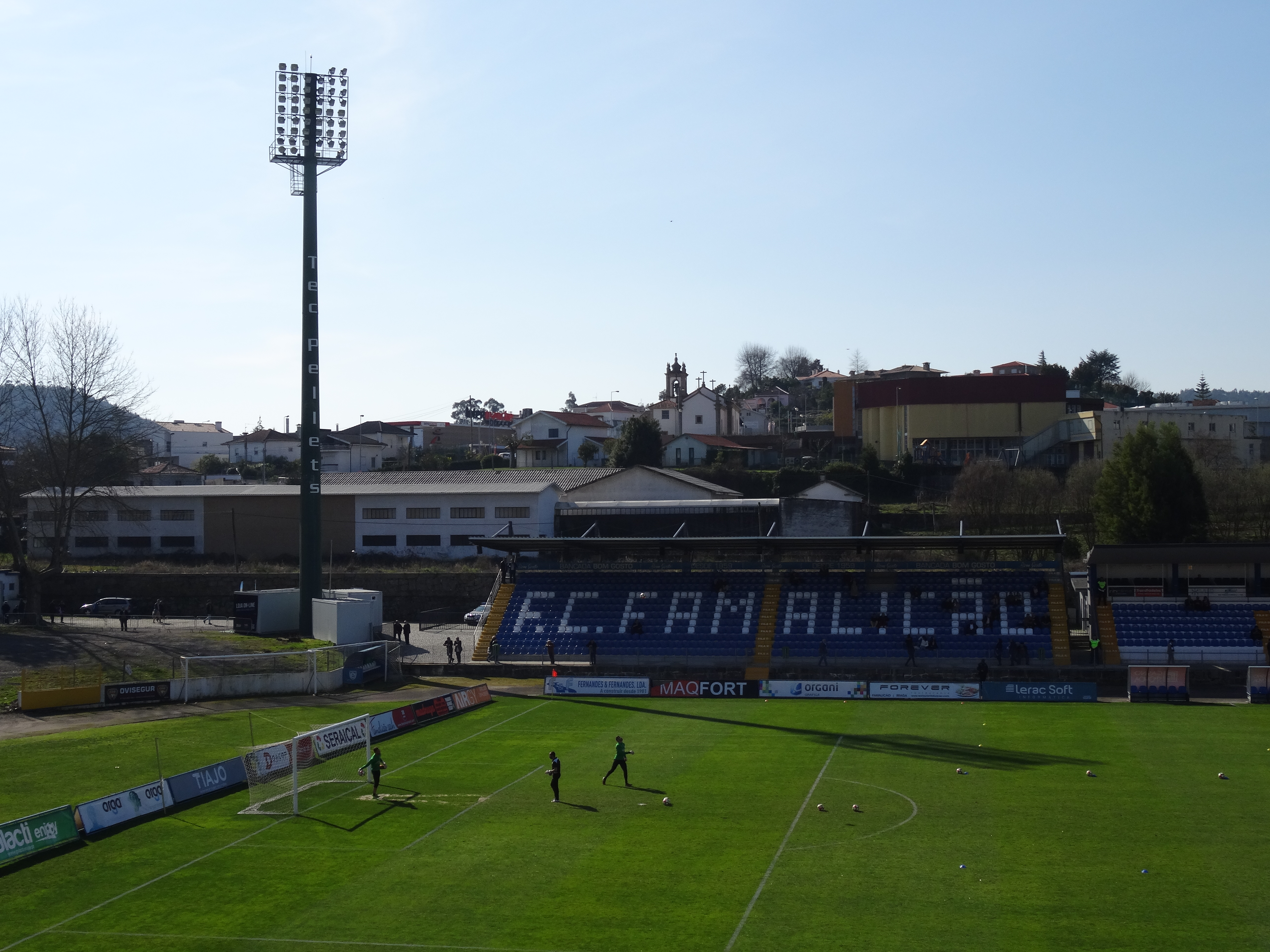
Blick auf die Haupttribüne